# Giuseppe Matulli
Giuseppe Matulli, detto Beppe (Marradi, 5 dicembre 1938 – Firenze, 11 febbraio 2024), è stato un politico italiano.

## Biografia
Nato a Marradi (Firenze), si laureò in economia e commercio all'Università degli Studi di Firenze, scegliendo in seguito la carriera di ricercatore universitario in statistica.
Esponente della Democrazia Cristiana (DC), di cui fu membro della Direzione provinciale di Firenze, della Direzione nazionale e segretario regionale in Toscana dal 1983 al 1987, e collocato nella "sinistra democristiana", in seguito allo scioglimento della DC nel 1994 aderì alla rinascita del Partito Popolare Italiano di Mino Martinazzoli, per poi confluire ne La Margherita di Francesco Rutelli nel 2002 e aderire al Partito Democratico nel 2007.
Dal 1964 al 1970 fu assessore e vicesindaco del comune di Marradi, oltreché presidente della Comunità montana dell'Alto Mugello, mentre dal 1970 al 1975 e dal 1979 al 1987 fu consigliere regionale della Toscana.
Alle elezioni politiche del 1987 fu candidato alla Camera dei deputati, tra le liste della Democrazia Cristiana nella circoscrizione Firenze-Pistoia, venendo eletto per la prima volta deputato. Nella X legislatura della Repubblica fu componente della 9ª Commissione Trasporti, poste e telecomunicazioni, della 7ª Commissione Cultura, scienza e istruzione e della Commissione parlamentare d'inchiesta sulle stragi.
Alle successive politiche del 1992 fu rieletto alla Camera, nella XI legislatura fece parte della 9ª Commissione Trasporti, poste e telecomunicazioni e della 7ª Commissione Cultura, scienza e istruzione, nella quale fu in seguito sottosegretario di Stato al Ministero della pubblica istruzione nei governi Amato I e Ciampi.
Dopo la fine dell'esperienza parlamentare nel 1994, fu dal 1995 al 2002 sindaco del comune di Marradi.
Nel 2002 fu nominato vicesindaco della giunta comunale di Firenze guidata da Leonardo Domenici, a seguito dei dissidi tra i Democratici di Sinistra capeggiati da Domenici e La Margherita campeggiata dal segretario provinciale di Firenze Matteo Renzi, rimanendo in carica anche durante il suo secondo mandato fino al 2009. Dal 28 maggio 2014 al 30 dicembre 2015 fu poi assessore comunale a Scandicci.
Dal marzo 2019 al gennaio 2024 fu presidente dell'Istituto storico toscano della Resistenza e dell'Età contemporanea (ISRT). 
Morì a Firenze l'11 febbraio 2024 all'età di 85 anni.

## Procedimenti giudiziari
Da sindaco di Marradi venne indagato per un'irregolarità commessa dall'amministrazione precedente, quella da lui presieduta di circa 10 anni, venendo poi assolto per non aver commesso il fatto. 
Quale componente della giunta Domenici fu oggetto di un'indagine che riguardò l'intera giunta, procedimento conclusosi con la piena assoluzione degli indagati anche in appello e in cassazione per aver agito, la giunta Domenici in quella vicenda - a detta della Cassazione - nell'interesse della città di Firenze.